# Dumlugöze, Sarıveliler
Dumlugöze là một xã thuộc huyện Sarıveliler, tỉnh Karaman, Thổ Nhĩ Kỳ. Dân số thời điểm năm 2011 là 1.589 người.